# Mate Tafra
Mate Tafra je hrvatski književni prevoditelj. Po zanimanju pravnik a kasnije bibliotekar, bio je dugogodišnji predstojnik Gradske biblioteke i Jönköpingu. Kao hrvatski intelektuaalac u Švedskoj Mate Tafra je aktivno sudjelovao u kulturnom i društvenom životu Hrvata ali i drugih doseljenika iz Jugoslavije. Bio je jedan od osnivača časopisa za kulturna i socijalna pitanja hrvata u Švedskoj </ref> "Hrvatska riječ" 1979-1985.i jedan od najmarljivijih suradnika. U svakom broju Hrvatske riječi Tafra je objavio prijevode nejpoznatijih švedskih pisaca i pjesnika. Tokom godina Tafra je čitaocima Hrvatske riječi predstavio 29 švedskih pjesnika i pisaca i po slobodnom izboru objavio prijevode nekih njihovih djela   na hrvatski: Gunnar Ekelöf, August Strindberg, Artur Lunqist, Pär Lagerqiust, Bo Bergman, Sonja Åkesson, Karl Venberg, Dan Andersson, Harry Martinsson, Lars Forssell, Erik Lindgren, Tomas Tranströmer, Göran Sonnevi, Werner Aspenström, Nils Ferlin, Stig Einar Carlsson, Karin Boye, Peter Bergman, Viktor Rydberg, Björn Håkansson, Gustav Fröding, Alf Henrikson, Karla Maria Wine, Bengt-Erik Hedin, Folke Iasaksson, Carl Snoilsky,Carl Jonas Love Almquist, Lars Lundquist i Rebe Enckell. Isto tako je predstavio po vlastitom izboru 29 hrvatskih pjesnika i pisaca i preveo neka njihova djela na švedski. Tafra je osim toga preveo i objavio prijevode popularnih hrvatskih pjesama, a posebno je bio sretan što je njegov prijevod Hrvatske himne "Lijepa naša domovino" glasoviti hrvatski operni pjevac, Krunoslav Cigoj, i otpjevao na švedskom, prilikom Dana Hrvatske Kulture u Švedskoj 1980 godine. Mate Tafra je posebno zaslužan što je hrvatski jezik dobio i bibliotekarski kod u Švedskoj.
Uz objavljivanje u Hrvatskoj riječi Tafra je na hrvatski jezik sa švedskoga jezika preveo Görana Palma, Artura Lundkvista (Lunkvist, ne Lundquist!) Gunnara Ekelöfa, Bodila Malmstena i druge. Njegovi prijevodi švedskih autora su objavljeni u časopisu za kulturu Hrvatskom slovu (Göran Palm) i u Omiškom ljetopisu (Lundkvist, Ekeloef, Malmsten).
Na švedski je s hrvatskog preveo neke pjesme Ivana Gundulića (Himna slobodi) i Drage Ivaniševića (Hrvatska)Koje si objavljene 1978 u časopisu Hrvatska Riječ a kasnije i u drugim medijima.

## Djela
- De jugoslaviska folkens litteratur: en kort översikt, Mate Tafra počinje objavljivati u Hrvatskoj Riječi 1982. godine a kasnije u knjizi 1984.[2]